# Dilba
Dilba, pseudonimo di Dilbahar Demirbağ (Kirwan, 24 novembre 1971), è una cantante turca naturalizzata svedese.

## Biografia
Dilba è salita alla ribalta col primo album in studio eponimo, classificatosi 3º nella Sverigetopplistan e certificato platino dalla IFPI Sverige. Il progetto le ha fatto guadagnare un premio Grammis.
You and I, uscito tre anni più tardi, si è fermato al 10º posto della classifica svedese. Revolution (2003) è stato il suo terzo LP a entrare la top 20 nazionale.

## Discografia

### Album in studio
- 1996 – Dilba
- 1999 – You and I
- 2003 – Revolution

### Album dal vivo
- 2002 – Live at Lydmar, Stockholm

### Singoli
- 1995 – Not Directly
- 1996 – I'm Sorry
- 1996 – I'll Catch a Star
- 1997 – Raindrops
- 1999 – The One
- 1999 – You and I
- 2003 – Every Little Thing
- 2003 – Diamonds and Motorcars
- 2005 – Miracle
- 2008 – Easy
- 2011 – Try Again
- 2018 – I Remember U
- 2019 – Muddy Water
- 2019 – Running Up That Hill
- 2019 – It Was Me